# Prix du film Günter Rohrbach

Logo.

Le Prix du film Günter Rohrbach (en allemand : Günter-Rohrbach-Filmpreis) est un prix cinématographique institué par la ville allemande de Neunkirchen, en Sarre (Allemagne), dans son souhait de rendre hommage à son concitoyen, le producteur Günter Rohrbach, et de promouvoir les films germanophones et la culture régionale. 
La première remise du prix a eu lieu le 18 novembre 2011 à la Bürgerhaus Neunkirchen. Le film gagnant a été Sous toi, la ville (Unter dir) du réalisateur Christoph Hochhäusler. 